# Specie di Phyteuma
Elenco delle specie di Phyteuma:

## Specie diPhyteuma
- Phyteuma × adulterinum Wallr, 1840
- Phyteuma betonicifolium Vill., 1787
- Phyteuma charmelii  Vill., 1787
- Phyteuma confusum  A.Kern., 1870
- Phyteuma cordatum  Balb., 1809
- Phyteuma gallicum  Rich.Schulz, 1904
- Phyteuma globulariifolium  Sternb. & Hoppe, 1818
- Phyteuma hedraianthifolium  Rich.Schulz, 1904
- Phyteuma hemisphaericum  L., 1753
- Phyteuma humile  Schleich. ex Murith, 1810
- Phyteuma × huteri Murr, 1890
- Phyteuma michelii  All., 1785
- Phyteuma nigrum  F.W.Schmidt, 1793
- Phyteuma × obornyanum Hayek, 1912
- Phyteuma orbiculare  L., 1753
- Phyteuma × orbiculariforme Domin, 1935
- Phyteuma ovatum  Honck., 1782
- Phyteuma persicifolium  Hoppe, 1803
- Phyteuma × pyrenaeum Sennen, 1927
- Phyteuma rupicola  Braun-Blanq., 1945
- Phyteuma scheuchzeri  All., 1785
- Phyteuma scorzonerifolium  Vill., 1787
- Phyteuma serratum  Viv., 1825
- Phyteuma sieberi  Spreng., 1813
- Phyteuma spicatum  L., 1753
- Phyteuma tetramerum  Schur, 1853
- Phyteuma vagneri  A.Kern., 1884

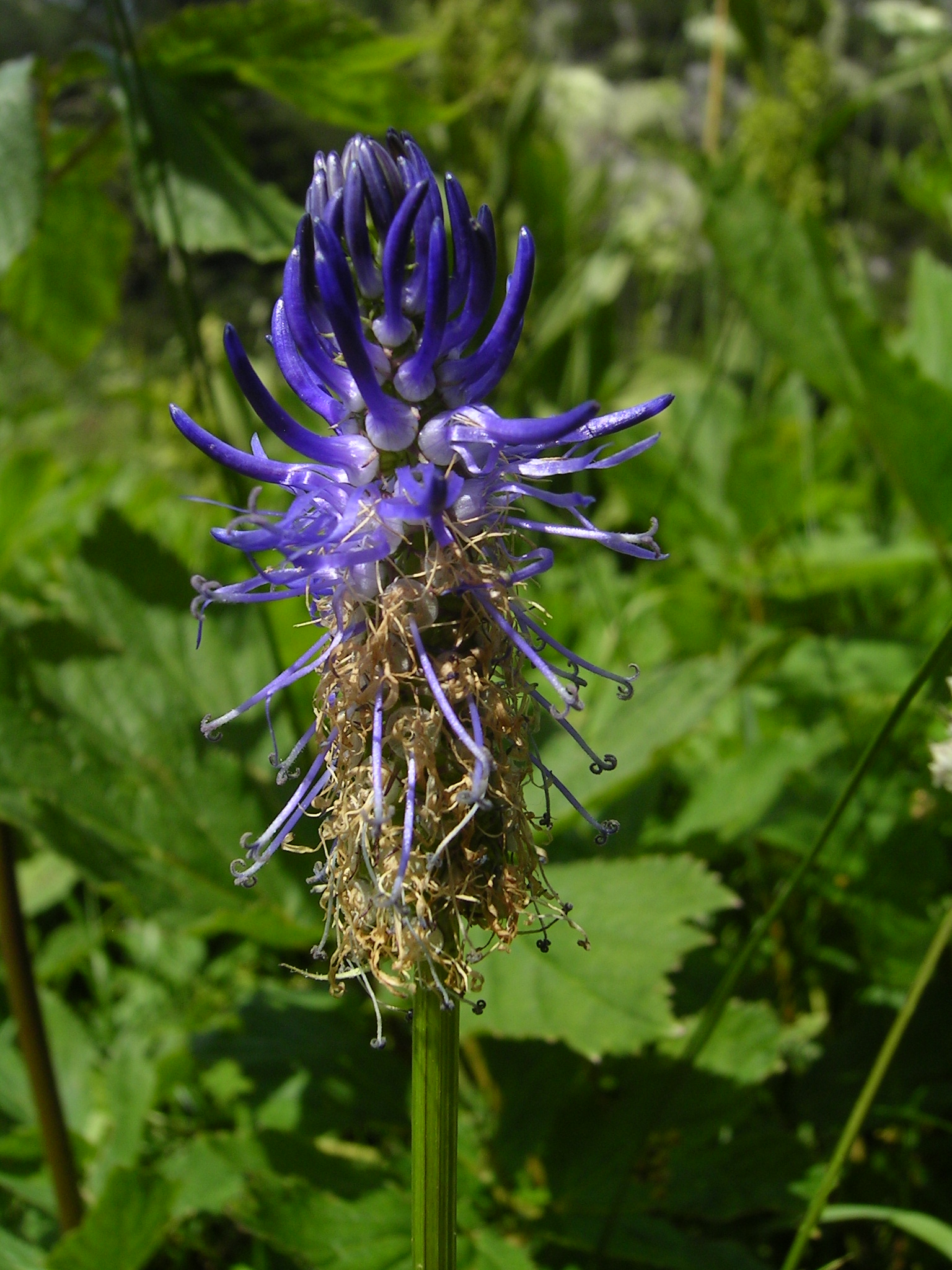
Phyteuma betonicifolium
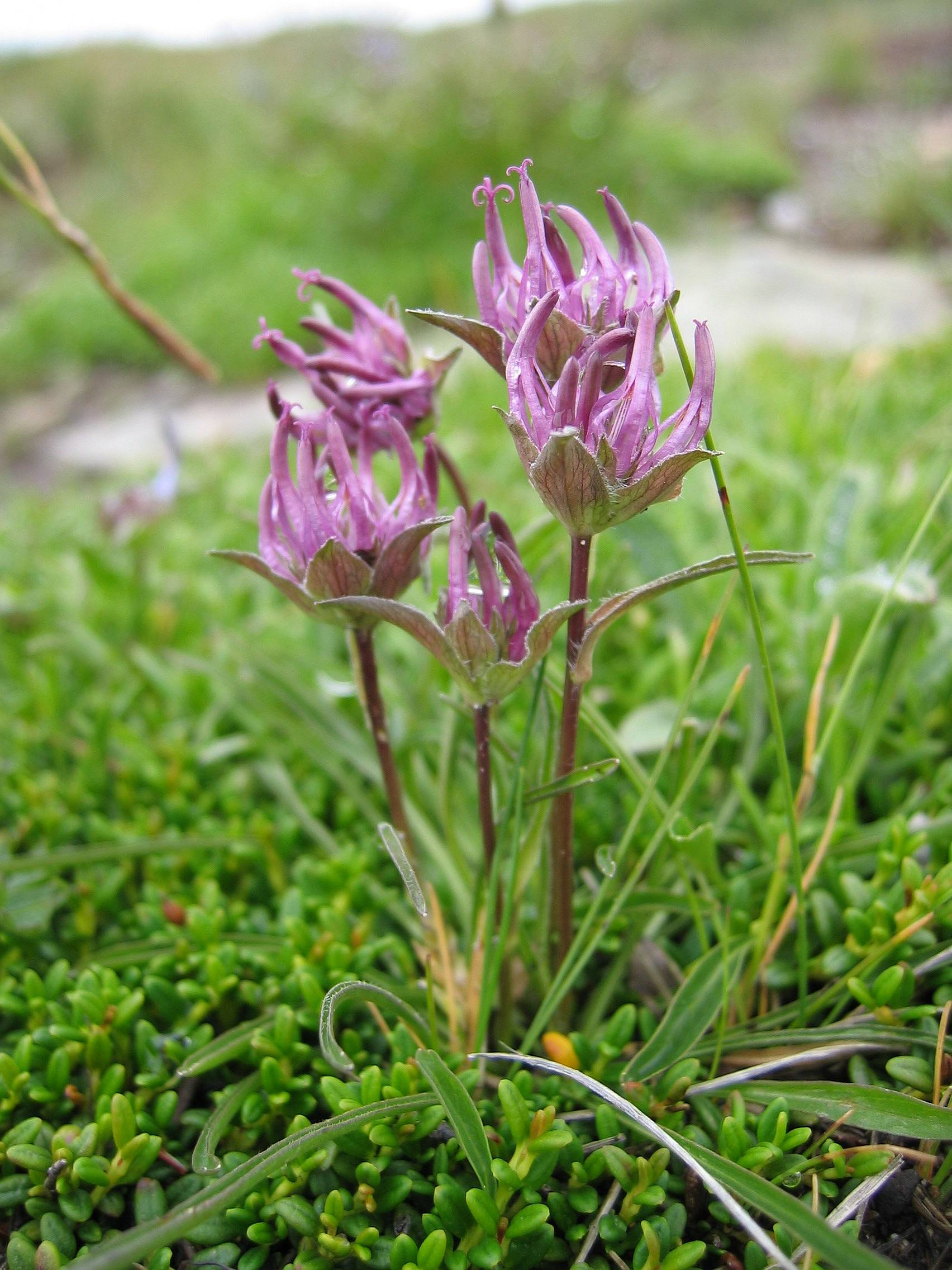
Phyteuma confusum
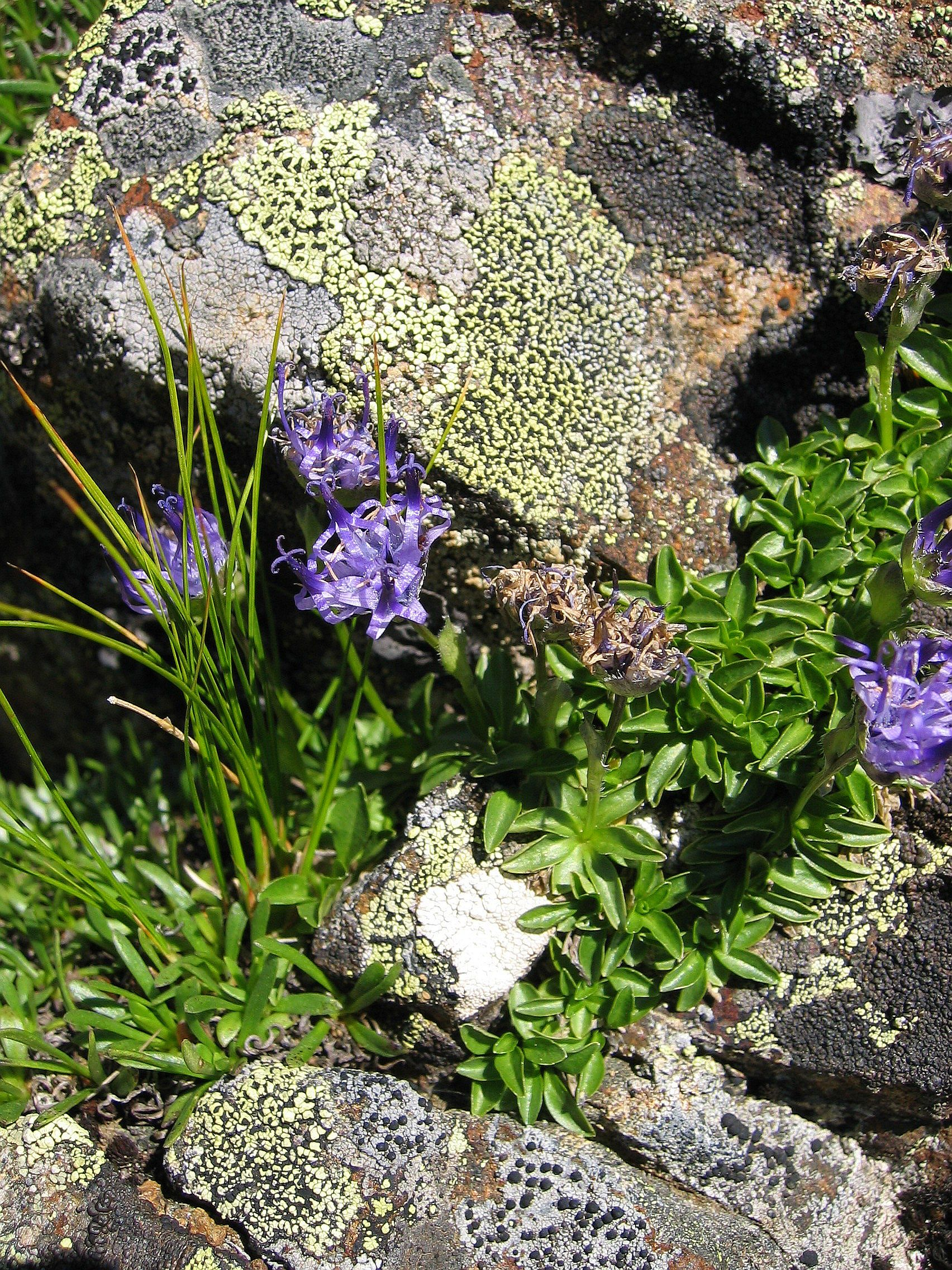
Phyteuma globulariifolium
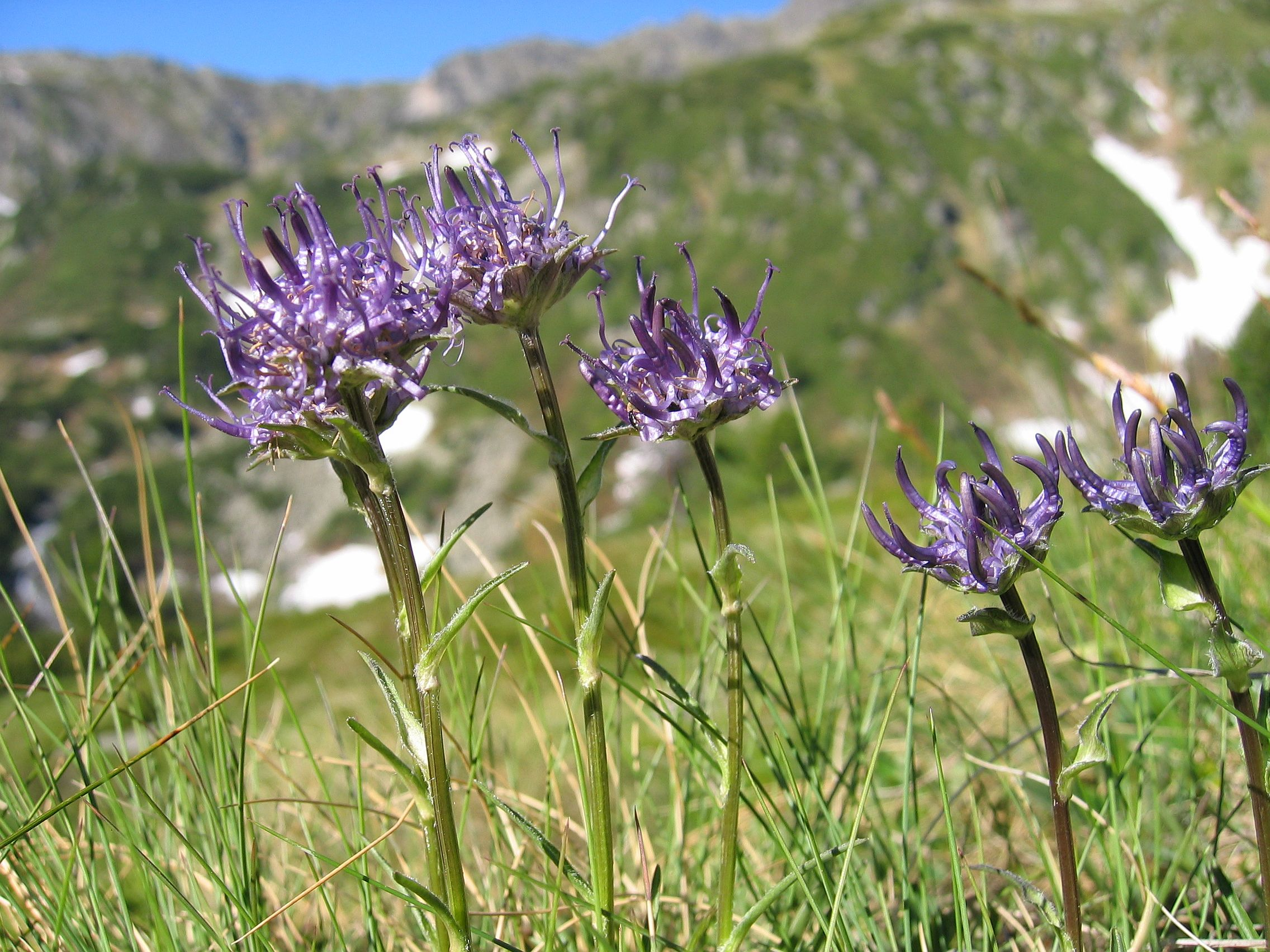
Phyteuma hemispaericum
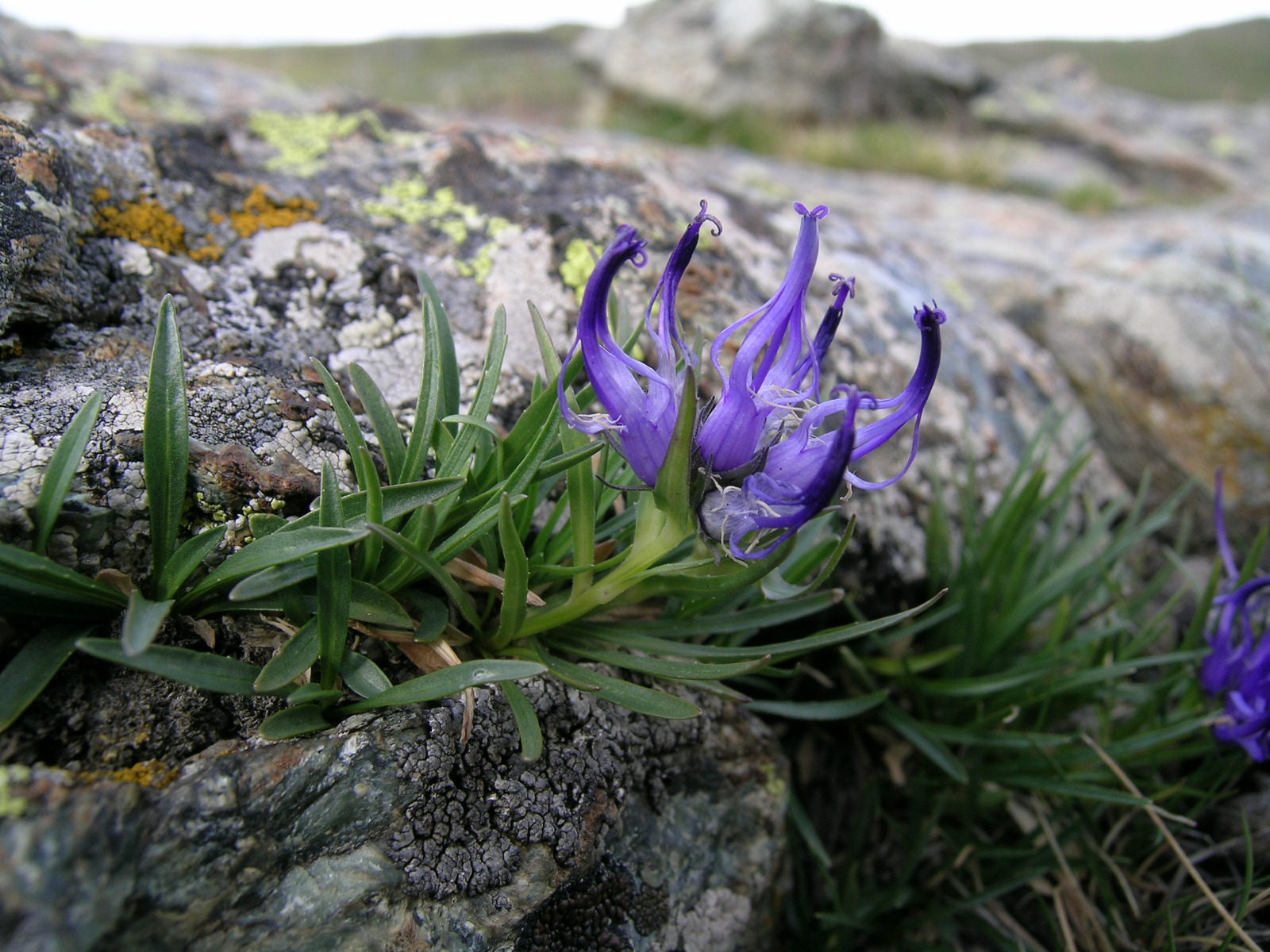
Phyteuma humile
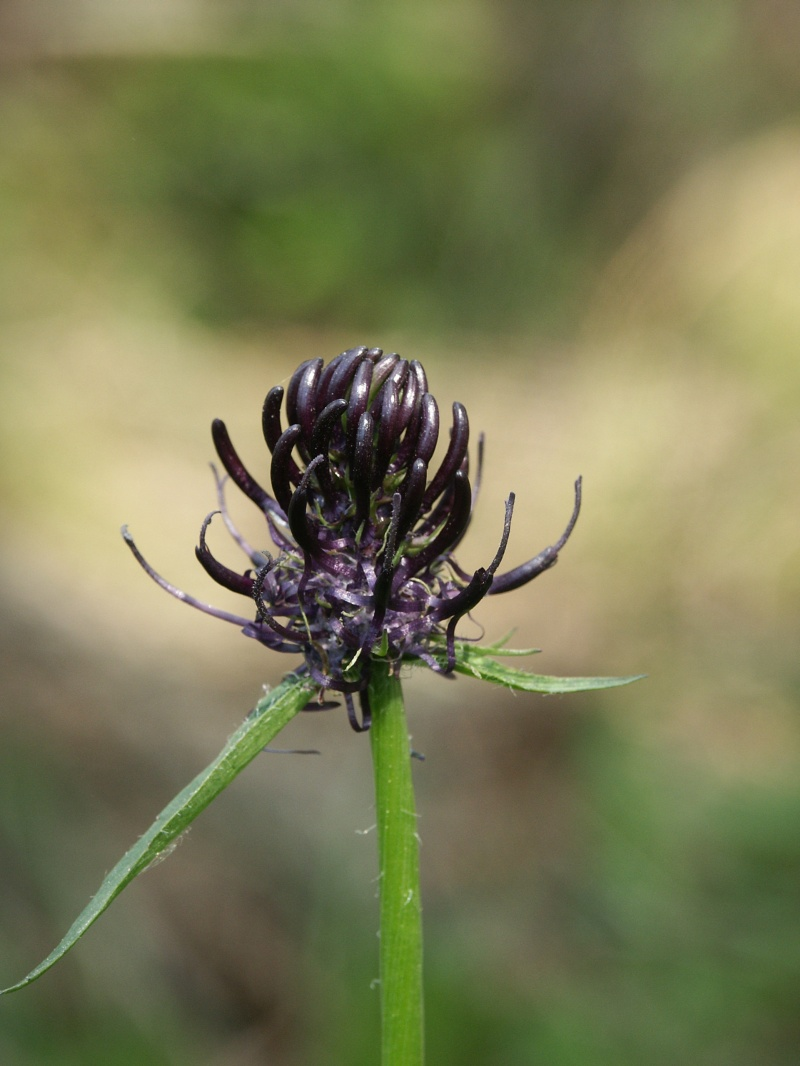
Phyteuma nigrum
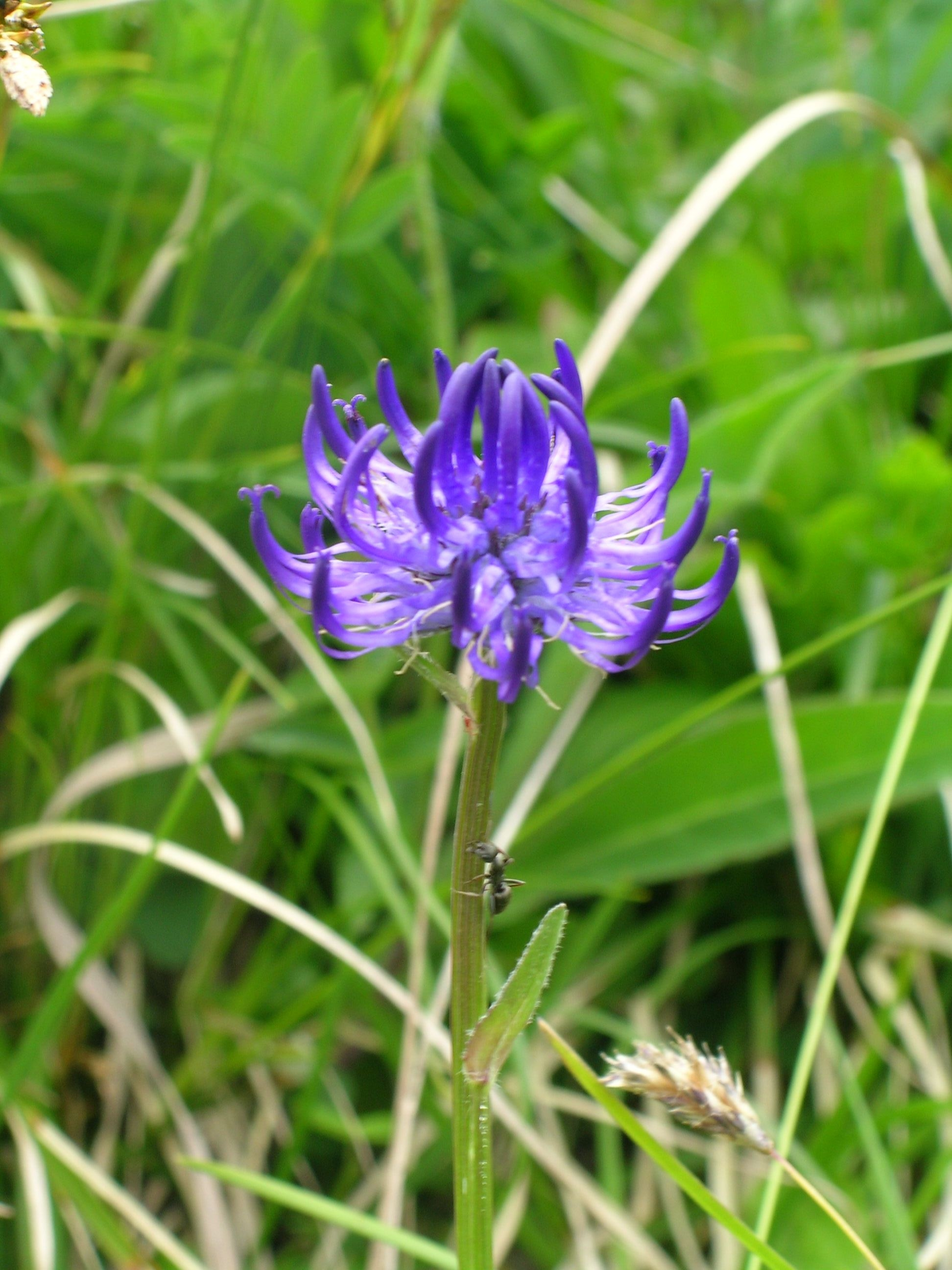
Phyteuma orbiculare
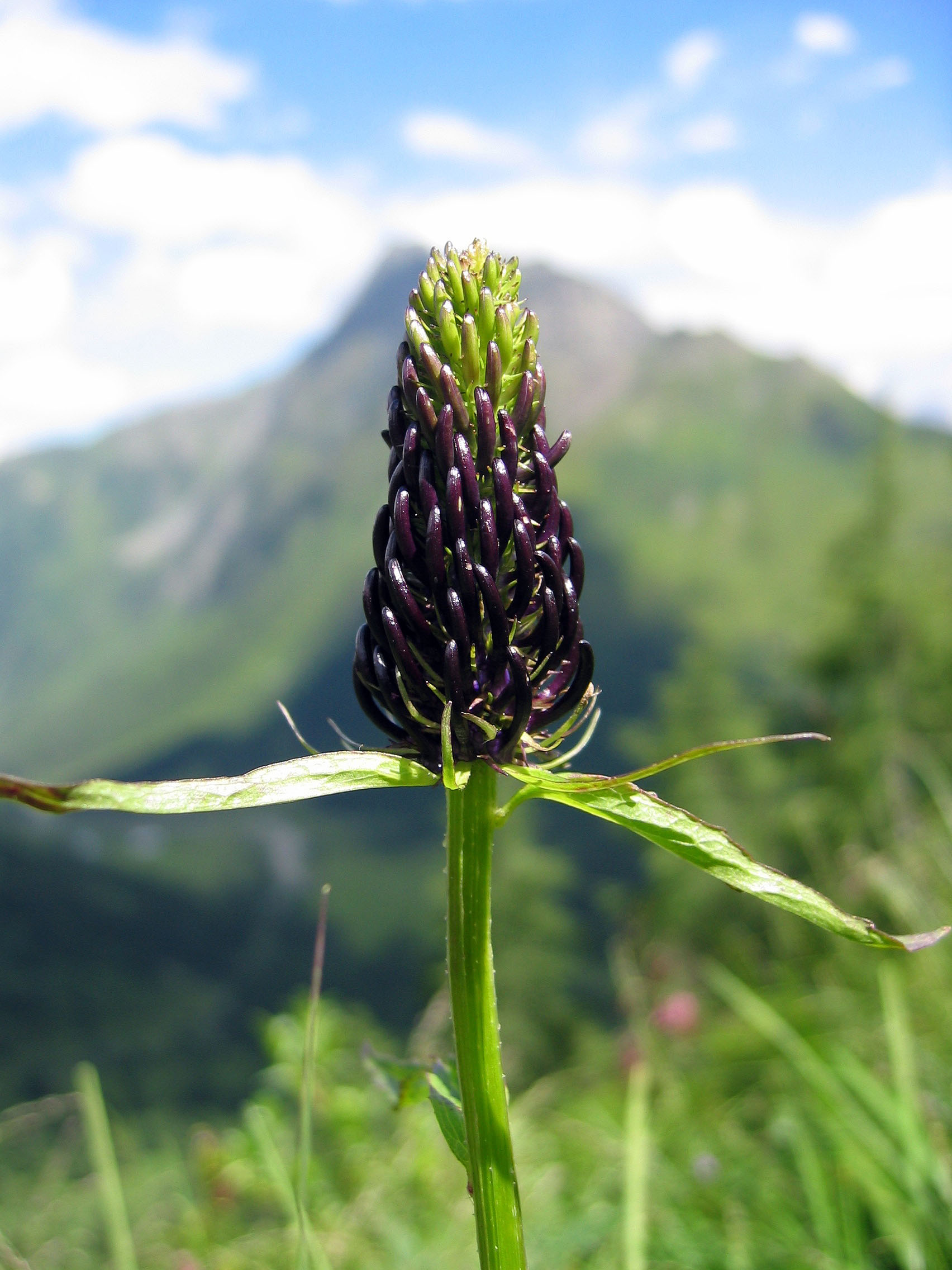
Phyteuma ovatum
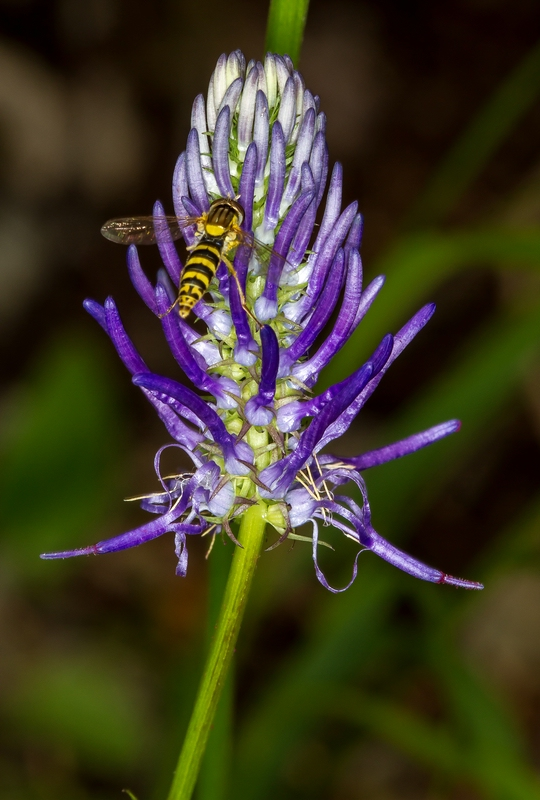
Phyteuma persicifolium
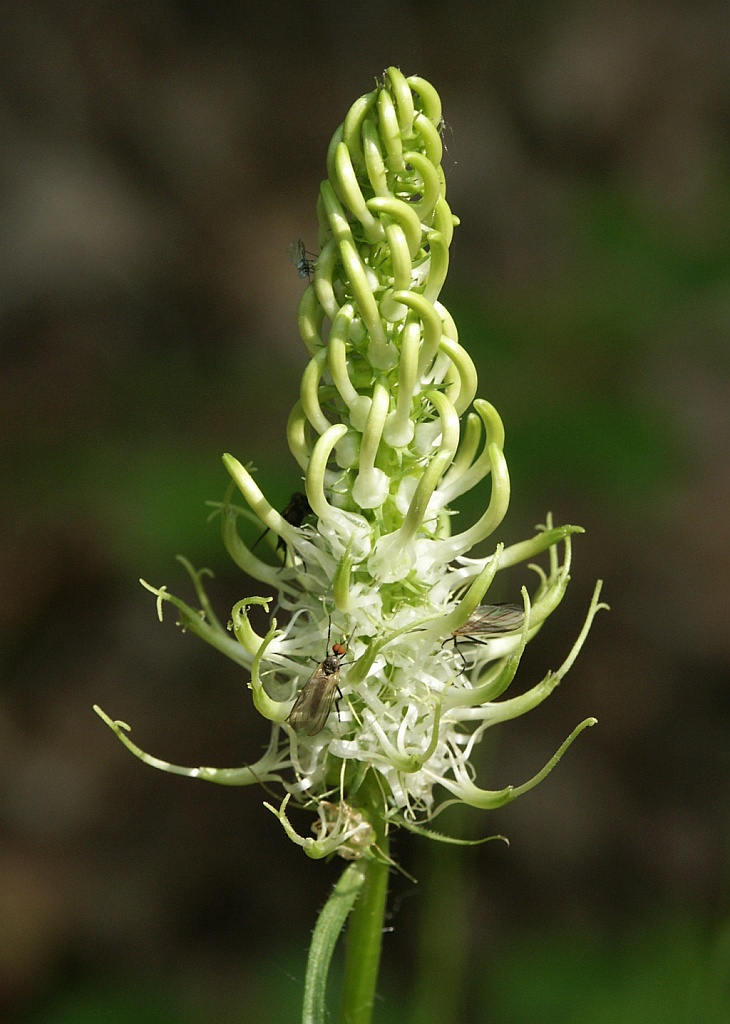
Phyteuma spicatum